# Rick Boogs
Pour les articles homonymes, voir Bugenhagen et Eric (homonymie).
 (juillet 2021).
Eric Bugenhagen (né le 19 octobre 1987 à Franklin (Wisconsin)) est un YouTubeur spécialisé en comédie, musculation et fitness et un catcheur (lutteur professionnel) américain. Il a travaillé à la World Wrestling Entertainment, dans la division SmackDown, sous le nom de Rick Boogs, jusqu'en septembre 2023.

## Carrière de catcheur

### World Wrestling Entertainment (2017-...)

#### Passage à laNXT(2017-2021)
Le 30 janvier 2019 à NXT, il fait ses débuts dans le show jaune, sous son véritable nom, mais perd face à Drew Gulak.
Le 1er mai à Worlds Collide, il ne remporte pas la 20-Man Battle Royal, gagnée par Roderick Strong.
Le 21 mars 2021 à Fastlane, sous le nom de Joseph Average, il devient le nouveau champion 24/7 de la WWE en effectuant le tombé sur R-Truth, mais perd directement le titre en subissant un tombé de ce dernier.

#### Débuts àSmackDown, alliance avec Shinsuke Nakamura et blessure (2021-2022)
Le 20 août à SmackDown, il fait ses débuts dans le show bleu, sous le nom de Rick Boogs, et forme officiellement une alliance avec Shinsuke Nakamura. Ensemble, les deux hommes battent Commander Azeez et Apollo Crews. Quinze soirs plus tard à SmackDown, il dispute son premier match solo en battant Dolph Ziggler.
Le 21 novembre aux Survivor Series, il accompagne le champion Intercontinental de la WWE et assiste à sa victoire sur Damian Priest par disqualification. Pendant le combat, l'adversaire de son équipier détruit sa guitare.
Le 2 avril 2022 à WrestleMania 38, le Japonais et lui ne remportent pas les titres par équipe de SmackDown, battus par les Usos. Pendant le combat, il se blesse la jambe droite en voulant porter les jumeaux sur ses épaules. Le lendemain, il est annoncé qu'il va devoir subir une intervention chirurgicale et s'absenter pendant 9 mois.

#### Retour de blessure, Draft àRawet retour àSmackDown(2023-...)
Le 30 janvier 2023 à Raw, il effectue son retour de blessure, après 9 mois d'absence, et est annoncé être officiellement transféré au show rouge. Le soir même, il dispute son premier match en battant The Miz. Le 31 mars à WrestleMania SmackDown, il ne remporte pas la André the Giant Memorial Battle Royal, gagnée par Bobby Lashley.
Le 1er mai à Raw, lors du Draft, il est annoncé être officiellement transféré à SmackDown par Teddy Long.
Le 5 août à SummerSlam, il ne remporte pas la Slim Jim SummerSlam 25-Man Battle Royal, gagnée par LA Knight.